# Фридрих II (герцог Швабии)
Фридрих II Одноглазый (нем. Friedrich II der Einäugige; 1090 — 6 апреля 1147, Альцай) — герцог Швабии с 1105 года. Старший сын Фридриха I, первого герцога Швабии из рода Гогенштауфенов, и Агнессы фон Вайблинген (1072—24 сентября 1143), дочери императора Генриха IV.

## Биография
Получив Швабию после смерти отца, Фридрих II был верным союзником своего дяди, императора Генриха V. Когда последний отправился в 1116 году в Италию, братья Фридрих и Конрад, герцог Франконии, стали наместниками Германии (1116—1118) и возглавили борьбу с восставшими князьями. За это Фридрих был на синоде в Кёльне (1118 год) отлучен от церкви.
После смерти Генриха V Фридрих являлся главным претендентом на императорскую корону, но благодаря усилиям Адальберта, архиепископа майнцского, королём 25 августа 1125 года был избран соперник Фридриха, Лотарь, герцог саксонский. Фридрих сначала признал новоизбранного короля. Однако когда последний потребовал отделить родовые владения Генриха V, наследниками которых были Штауфены, от имперских, и вернуть последние короне, Фридрих отказал. На страсбургском сейме (декабрь 1125 года) Фридрих был объявлен мятежником. В ответ Фридрих укрепил свои города и крепости на Рейне, в Эльзасе и в Швабии и вступил с Лотарем в борьбу. Он освободил в 1127 году Нюрнберг, осажденный королём, а в 1128 году занял Шпайер (на Рейне). В 1129 году шурин и бывший союзник Фридриха, герцог баварский Генрих Гордый, попытался обманом захватить его в плен и выдать Лотарю, но этот план не удался. Во время войн в Германии Фридрих потерял один глаз, что, по немецким обычаям, лишало его права быть избранным королём. Поэтому главным претендентом на корону от Штауфенов стал Конрад, которого 18 декабря 1127 года швабские и франконские князья избрали королём Германии.
В конце концов, однако, удача перешла на сторону противников Фридриха. Лотарь захватил Шпайер (1129 год), Нюрнберг (1130 год) и весь Эльзас (1131 год). Попытки Конрада закрепиться в Италии (1128—1130 годы) также были безуспешны.
В 1134 год Лотарь и Генрих Гордый одновременно начали новое наступление, в ходе которого был взят Ульм. В октябре 1134 года Фридрих вынужден был уступить и на бамбергском сейме (1135 год) поклялся в верности Лотарю, после чего ему были подтверждены все владения и титулы. В том же году покорился Лотарю и Конрад.
После смерти Лотаря (1137 год) новым королём Германии был избран Конрад. Фридрих поддерживал брата в борьбе с Вельфами, продолжавшейся почти все правление Конрада.
Фридрих умер в Альцае в 1147 году. Его старший сын Фридрих Барбаросса унаследовал герцогство Швабию, а в 1152 году после смерти Конрада был избран королём Германии.

## Жены и дети
Первая жена: с ок. 1120 Юдифь (ум. 22 февраля 1130 или 1131), дочь Генриха IX Чёрного, герцога Баварии
Дети:
- Фридрих Барбаросса (1122—1190), император Священной Римской империи
- Берта (Юдифь) Швабская (1123—18 октября 1194/25 марта 1195), с ок. 1138 замужем за Маттиасом I, герцогом Лотарингии (1139—1176), в 1188—1194 регентша Лотарингии

Вторая жена: с ок. 1135 Агнесса (ум. после 1147), дочь Фридриха I, графа Саарбрюккена
Дети:
- Конрад (ок. 1134—8 ноября 1195), пфальцграф Рейнский (1156—1195)
- Юдит Гогенштауфен (ок. 1135—7 июля 1191), замужем с 1150 за Людвигом II Железным, ландграфом Тюрингии (1140—1172)